# Molnár Gizella
Molnár Gizella (Gyimesközéplok, 1935. november 24. – Sepsiszentgyörgy, 2020. október 8.) erdélyi magyar színésznő, művészibeszéd-tanár, a Tamási Áron Színház tagja.

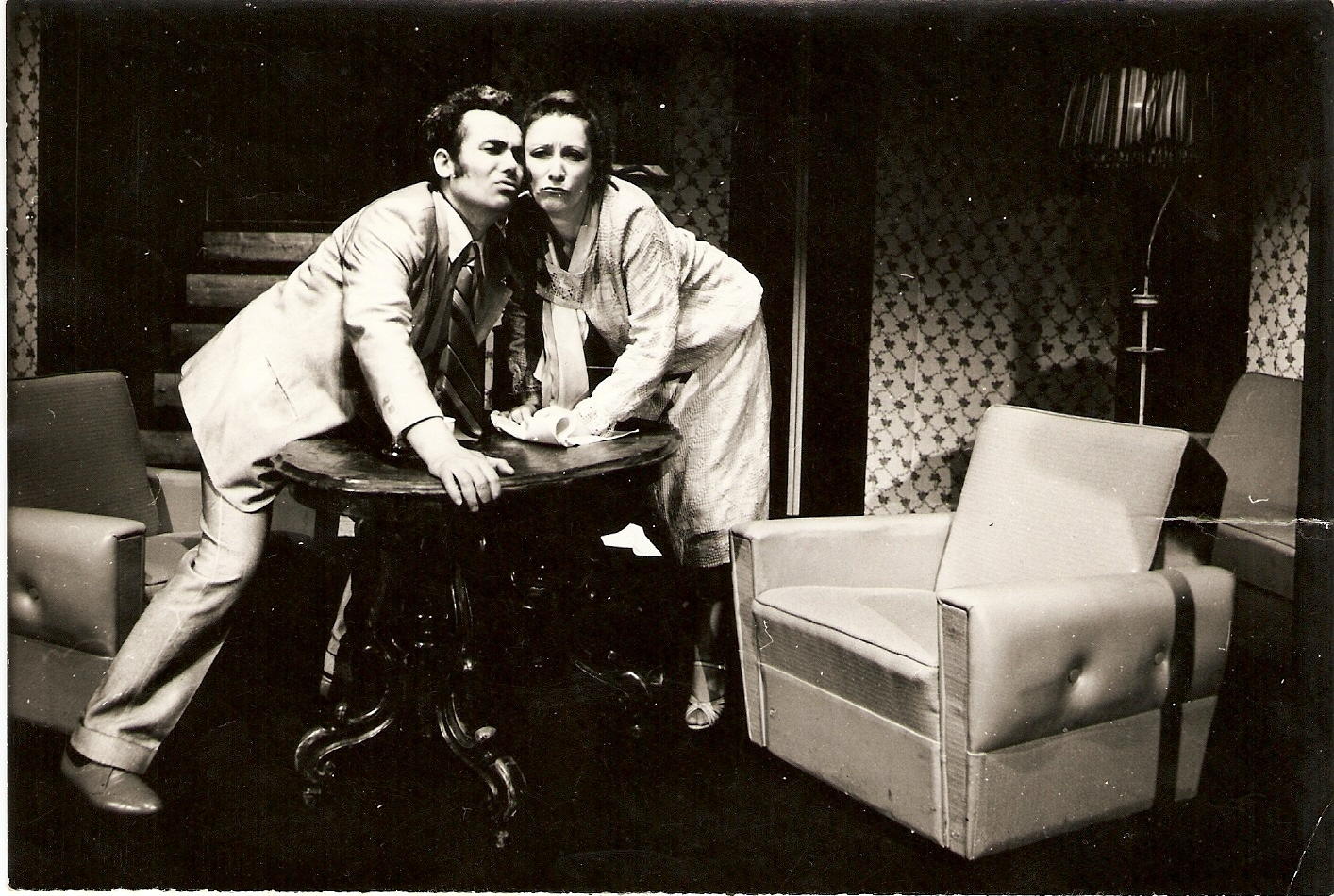
Molnár Gizella Visky Árpáddal a Nagypapa látni akar benneteket című előadásban

## Tanulmányai
A középiskolát Csíkszeredában végezte 1953-ban, majd a Marosvásárhelyi Szentgyörgyi István Színművészeti Akadémia színész szakán végzett 1957-ben.

## Élete
1957-től volt a sepsiszentgyörgyi Tamási Áron Színház színművésze; 2000-től művészi beszédet tanított a Plugor Sándor Művészeti Líceum drámatagozatán, 2007-től szintén művészi beszédet a Művészeti Népiskola színészosztályaiban. 1999. június 1-jén ment nyugdíjba, de utána is tanított és vállalt szerepeket.

## Néhány fontosabb színházi szerepe
- Francisc Munteanu – Selyemrokolya (Ilus)
- Dorel Dorian – Az 58. másodperc (Kerekes Mária)
- Tennessee Williams – Üvegfigurák (Laura)
- Aurel Baranga – Ádám és Éva (Éva)
- Mihail Sorbul – A szökevény (Aretia)
- William Shakespeare – Ahogy tetszik (Juci)
- William Shakespeare – Othello (Emília, Jago felesége)
- Henrik Ibsen – Peer Gynt (Zöld ruhás nő)
- Katona József-Illyés Gyula – Bánk bán (Gertrudis)
- Vörösmarty Mihály – Csongor és Tünde (Éj királynője)
- G. B. Shaw – Szent Johanna (Johanna)
- Tamási Áron – Énekes madár (Gondos Eszter)
- Federico García Lorca – Vérnász (Anya)
- Illyés Gyula – Dupla vagy semmi (Márta)
- Csiki László: Nagypapa látni akar benneteket (Feleség)

### Egyéni előadása
- Társam, társam, édes társam... (balladaest)

## Filmszerepei
- Lucia – Dallas Pashamende (2005)
- Elek anyja – Vadlány – Boszorkánykör (2009)
- Lenke néni – Visszatérés (2009)

## Szakmai elismerései
- a legjobb epizódszereplő díja (Piatra Neamţ, 1978)
- Legjobb női alakításért járó díszoklevél a Csiki László: Nagypapa látni akar benneteket című előadásban nyújtott szerepéért (1980)
- díszoklevél (Színházi Kollokvium, 1980)
- oklevél (Kisvárda, 1990)
- Szentgyörgyi István-díj (1997)
- Poór Lili-díj (2004)
- Pro Comitate Covasnae díj (2007)
- A marosvásárhelyi Színházművészeti Egyetem Aranydiplomája (2008)
- Pro Urbe-díj (2010)[2]